# Oronteus Finaeus

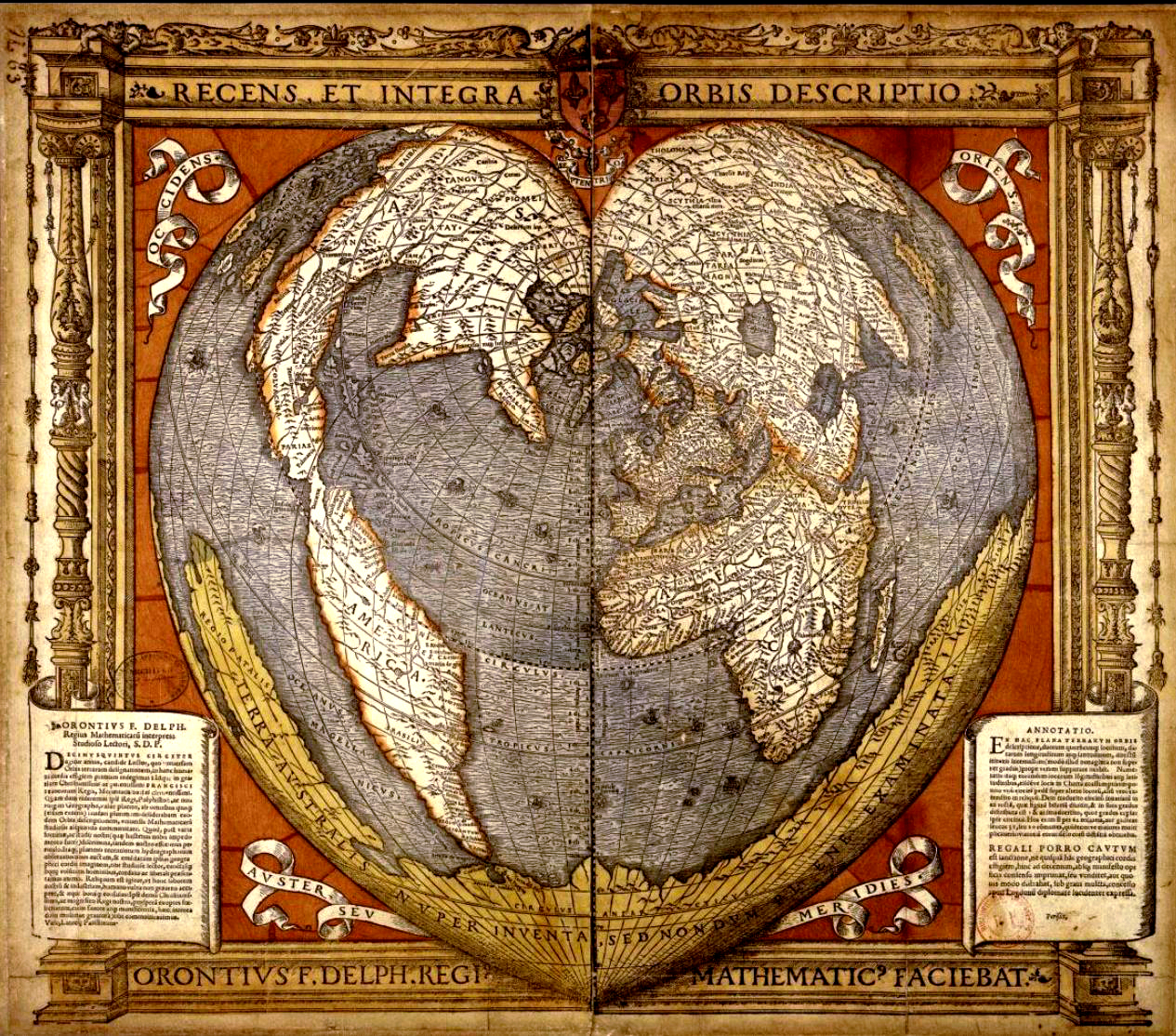
Mapa Finaeusa

Oronteus Finaeus (ur. 20 grudnia 1494 w Briançon, zm. 8 sierpnia 1555 w Paryżu) – francuski matematyk, astronom i geograf.
Oronteus Finaeus, znany też jako Oronce Fine, był profesorem matematyki na uniwersytecie w Paryżu. Był też jednym z największych kartografów francuskich XVI wieku. Najbardziej znanym jego dziełem jest wydana w 1531 roku sercowata mapa Nova et integra universi orbis descriptio (Nowy i pełny opis okrągłego Wszechświata) zawierająca przedstawienie Terra Australis – hipotetyczny ląd na półkuli południowej po raz pierwszy przedstawiony przez Ptolemeusza na jego mapie z II wieku.
Podstawą mapy Oronteusa był globus Johannesa Schönera wykonany w roku 1523. Terra Australis z mapy Oronteusa Fineasa została powiązana z odkrytą dopiero ok. 300 lat później Antarktydą bez jej pokrywy lodowej. Z tego powodu mapa Oronteusa Finaeusa jest przedstawiana jako istotny paranaukowy dowód dla poszukiwaczy prehistorycznych zaginionych cywilizacji utożsamiających niekiedy Antarktydę z mityczną Atlantydą.
Oronteus Finaeus był ponadto autorem Traktatu o sferach (1516), Protomathis (1532), O kosmografii albo sfery świata w V księgach (1532) i Sfer świata (1551).